# 안나 옥사
안나 옥사(Anna Oxa, 1961년 4월 28일 ~ )는 알바니아계 이탈리아의 가수, 배우, 텔레비전 진행자이다. 파우스토 레알리와 함께 유로비전 송 콘테스트 1989에 이탈리아 대표로 참가했다. 산레모 음악제 2회(1989, 1999) 우승자이다.